# Психологическая безопасность
Психологи́ческая безопа́сность — обстановка в организации, коллективе, семье и других социальных ячейках, позволяющая членам группы действовать, не опасаясь негативных последствий, связанных с самооценкой, статусом или карьерой (Kahn 1990, p. 708). 
Психологическая безопасность может быть также определена как возможность группы действовать без межличностных рисков. В психологически безопасных группах люди чувствуют себя оценёнными по достоинству и уважаемыми. Результаты исследований показывают, что психологическая безопасность есть наиболее важное условие для развития групповой динамики и командного обучения.

## Обзор

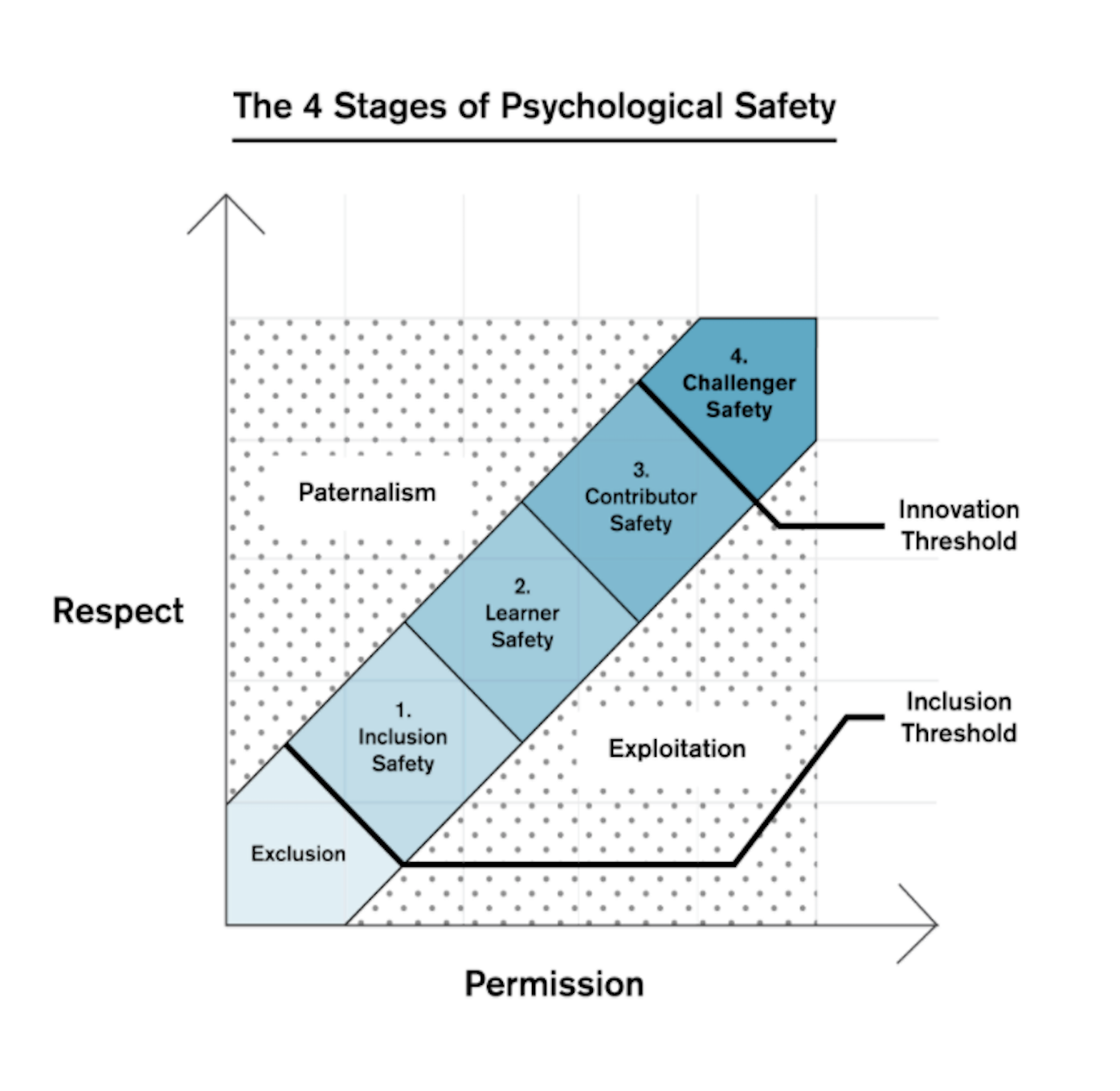
Четыре этапа системы психологической безопасности

Психологическая безопасность заключается в устранении страха в человеческом общении и замене его уважением и доверием. Эта тема стала предметом оживлённых дискуссий в психологии, теории управления и лидерства. Результаты ряда эмпирических исследований, проведённых в различных регионах и странах, показывают, что психологическая безопасность играет важную роль в эффективности на рабочем месте (Edmondson and Lei, 2014). 
Несчастные случаи на рабочем месте могут быть вызваны сложными, укоренившимися ошибочными убеждениями и негативными чувствами людей, которые снижая степень безопасности приводят к рискованному поведению. 
Деятельность, направленная на оптимизацию межличностных коммуникаций позволяет организациям не только более эффективно работать, но и обучаться. В связи с возросшей скоростью инноваций, необходимость обучения стала важным элементом организационного менеджмента.

## Особенности
Психологическую безопасность часто путают с другими понятиями, такими как доверие и внимательность. Основные различия между психологической безопасностью и доверием заключаются в том, что психологическая безопасность основана на групповой норме, а доверие — на межличностных отношениях. Кроме того, психологическая безопасность определяется тем, как члены группы оценивают отношение всех других членов группы, в то время как доверие определяется межличностными отношениями.

## Преимущества
Польза, которую психологическая безопасность приносит организациям, весьма разнообразна. Ниже приведены наиболее широко подтверждённые эмпирическим путём последствия психологической безопасности в рабочем коллективе:
- Повышает вероятность успеха оптимизации процессов управления[англ.][10].
- Увеличивает эффективность обучения на ошибках[11].
- Повышает вовлечённость сотрудников в рабочий процесс[12][13].

В установлении режима психологической безопасности важная роль принадлежит как руководству, так и некоторым аспектам структуры группы. Исследования показали, что два аспекта лидерства особенно полезны для создания психологически безопасной команды:
1. Вовлечение в управление[англ.][2][14]
2. Инклюзивное управление[англ.][13][15].

Отмечаются также два структурных аспекта группы, которые помогают повысить её психологическую безопасность:
1. Ясная структура команды[англ.], в которой участники хорошо понимают свою роль[16].
2. Высокая степень групповой сплочённости[17][18].